# Jens Morgenstern

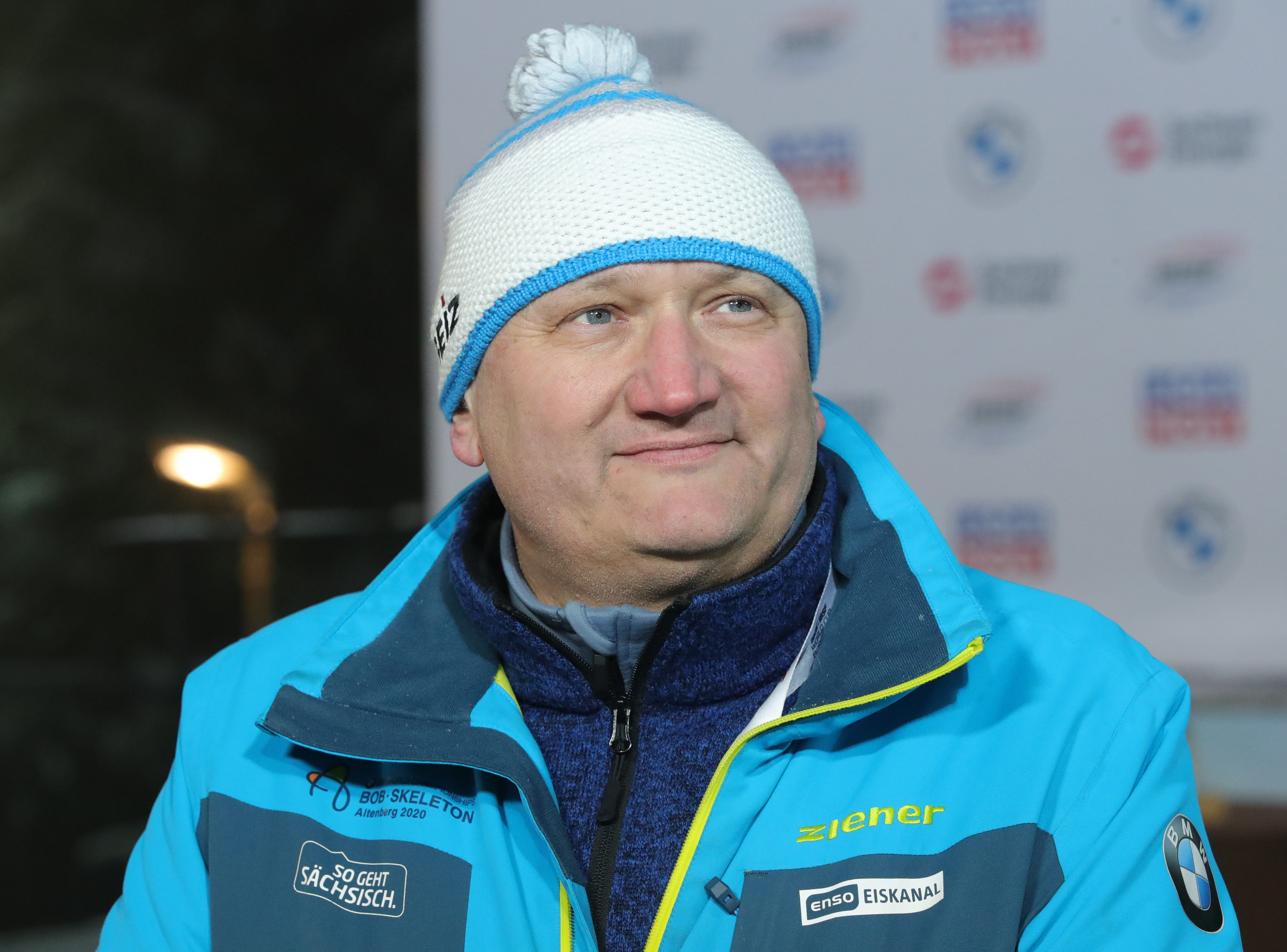
Jens Morgenstern (2023)

Jens Morgenstern (* 1965) ist ein deutscher Rennrodeltrainer und Sportfunktionär.

## Leben
Morgenstern stammt aus Zwickau. Er entdeckte früh seine Leidenschaft für den Rennrodelsport und begann im Alter von 9 Jahren selbst mit dem Rennrodeln; als 13-Jähriger wirkte er beim Bau der Rennrodelbahn Zwickau am Westsachsenstadion mit. Er besuchte die Kinder- und Jugendsportschule in Oberwiesenthal und absolvierte anschließend eine Berufsausbildung mit Abitur zum Zerspanungsfacharbeiter, ehe er ein Studium der Sportwissenschaften an der Deutschen Hochschule für Körperkultur in Leipzig absolvierte. Von 1991 bis 1994 war er als sächsischer Landestrainer und von 1994 bis 2006 als nordrhein-westfälischer Landestrainer Rodeln tätig. Danach war er als Geschäftsstellenleiter des KreisSportBundes Hochsauerlandkreis sowie bis 2019 insgesamt sechs Jahre als ehrenamtlicher Präsident des BSC Winterberg tätig. In dieser Funktion wirkte er an der Durchführung von Sportveranstaltungen in der Winterberger Veltins-Eisarena mit und war mehrfach Jurymitglied der International Bobsleigh & Skeleton Federation. Darüber hinaus war er von 2014 bis 2019 Vorstandsmitglied und von 2015 bis 2017 Vorsitzender des Stadtmarketingvereins Winterberg.
Anfang März 2019 beriefen die Gesellschafter der Wintersport Altenberg (Osterzgebirge) GmbH (das Landratsamt Sächsische Schweiz-Osterzgebirge, die Stadt Altenberg (Erzgebirge) und der Rennrodel-, Bob- und Skeletonverband für Sachsen) Jens Morgenstern zum 1. Juni 2019 zum Nachfolger von Matthias Benesch als Geschäftsführer der Betreibergesellschaft, die sich u. a. um die Betreuung der Rennschlitten- und Bobbahn Altenberg kümmert. Den Posten trat er wie geplant an und verantwortete als Chef des Organisationskomitees bereits in seiner ersten Saison als Altenberger Bahnchef die Durchführung der Bob- und Skeleton-Weltmeisterschaften 2020.